# Lämmerspiel

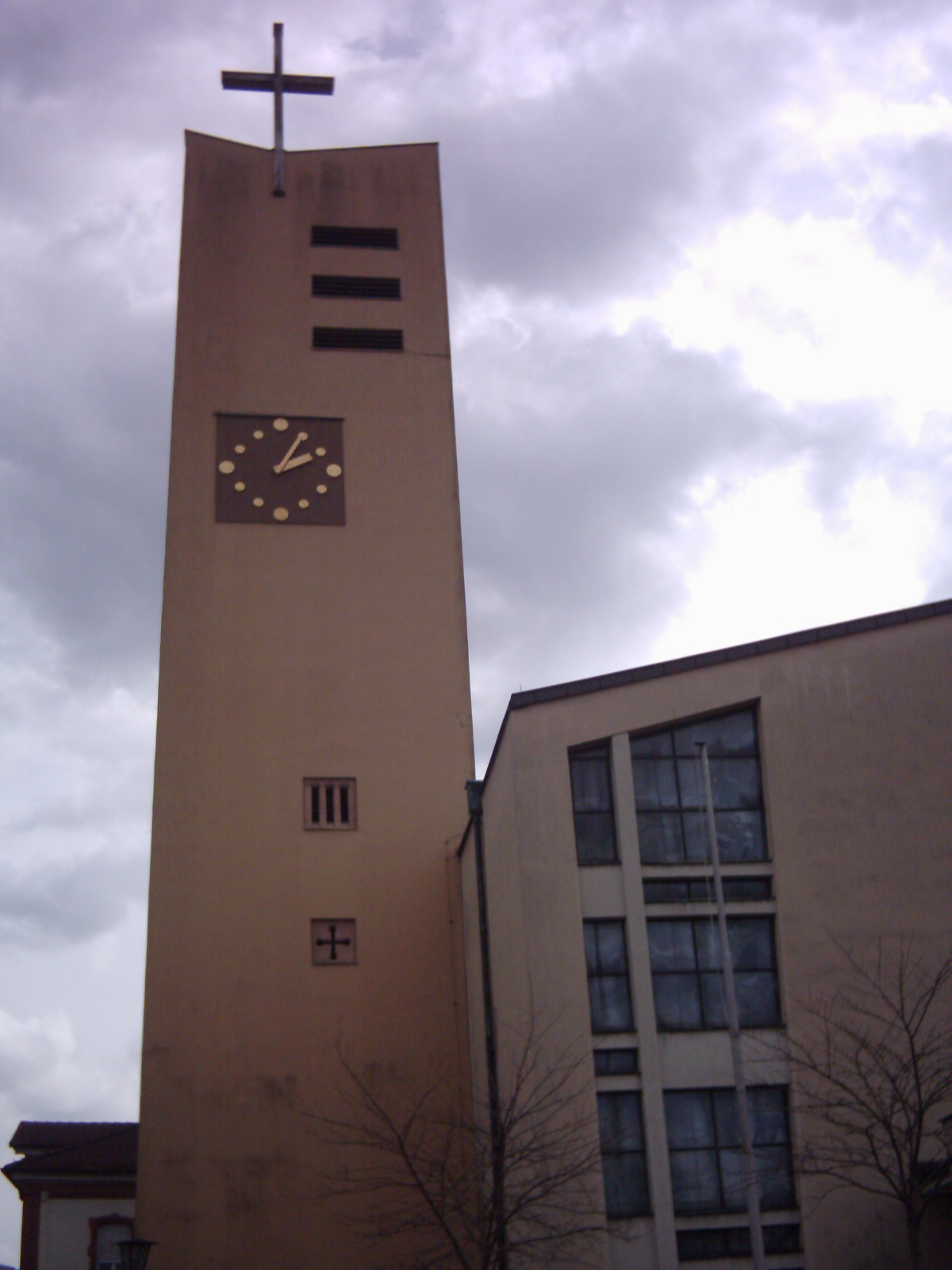
Katholische Kirche St. Lucia

Lämmerspiel ist ein Stadtteil von Mühlheim am Main im südhessischen Landkreis Offenbach.

## Geographische Lage
Der Stadtteil liegt an der Rodau südlich von Mühlheim und ist von Wäldern umgeben. Benachbart sind der Obertshausener Stadtteil Hausen und Obertshausen selbst, der Offenbacher Stadtteil Bieber, die heutige Mutterstadt Mühlheim, der Mühlheimer Stadtteil Dietesheim sowie der Hanauer Stadtteil Steinheim.

## Name
Der Name Lämmerspiel hat nichts mit Lämmern zu tun, denn bereits im 11. Jahrhundert wird der Ort als Limares villa bezeichnet. Liumar oder Liemar waren Personennamen. Andere überlieferte Ortsnamen sind: Limmersbugil (1339), Limesbuer (1290) und Lymnisbohel (1371). Eine andere Interpretation des Namens Lämmerspiel ist Limar Bühl, was Lehmhügel heißt. Eindeutig ist das Vorkommen des schweren Lehmbodens in Lämmerspiel. Historische Häuser haben hier aus diesem Grund keinen Keller. Neubauten werden in Wannen gesetzt, so dass das Wasser die Kellerwand nicht eindrücken kann, da es nicht versickert.

## Geschichte

### Mittelalter
Im Mittelalter gehörte Lämmerspiel der Biebermark an. Die umliegenden Wälder gehörten zu dem Wildbann Dreieich. Im 12. Jahrhundert erwarb das Kloster Fulda Besitz in Lämmerspiel.
Lämmerspiel lag im Amt Steinheim, das zunächst den Herren von Eppstein gehörte und ab 1371 als Pfand je zur Hälfte den Grafen von Katzenelnbogen und den Herren von Hanau. 1393 gelangte das Pfand insgesamt an die Herren von Cronberg. 1425 verkaufte Gottfried von Eppstein das Amt Steinheim an das Kurfürstentum Mainz.

### Neuzeit
In den Jahren 1631–1634, während des Dreißigjährigen Kriegs, beschlagnahmte König Gustav II. Adolf das Amt als Kriegsbeute und stattete die nachgeborenen Hanauer Grafen Heinrich Ludwig von Hanau-Münzenberg (1609–1632) und Jakob Johann von Hanau-Münzenberg (1612–1636), die mit ihm verbündet waren, damit aus. Da beide Grafen schon bald starben und der Westfälische Friede auf das Normaljahr 1624 abstellte, kam Lämmerspiel wieder an Kurmainz, wo es bis 1803 verblieb, als es im Zuge der Säkularisation an die Landgrafschaft Hessen-Darmstadt, das spätere Großherzogtum Hessen fiel.
1819 erhielt der Ort einen Anteil des Markgebietes, der nun Gemeindewald wurde.
Lämmerspiel gehörte im Großherzogtum Hessen ab 1821 zum Landratsbezirk Seligenstadt. Bereits zum 5. September 1832 wurde in einer weiteren Verwaltungsreform der Kreis Offenbach gebildet, dem der ehemalige Landratsbezirk Seligenstadt mit Lämmerspiel zugeschlagen wurde. Gerichtlich gehörte Lämmerspiel zunächst zum Landgericht Steinheim, das 1835 nach Seligenstadt verlegt und in Landgericht Seligenstadt umbezeichnet wurde. Anlässlich der umfassenden Neueinteilung der Gerichtsbezirke im rechtsrheinischen Teil des Großherzogtums 1853 wurde Lämmerspiel dem Landgericht Offenbach zugeteilt. Das Landgericht wurde 1879 durch das Amtsgericht Offenbach ersetzt.
Am 1. Januar 1977 wurde Lämmerspiel im Zuge der Gebietsreform in Hessen in die Stadt Mühlheim durch Landesgesetz eingemeindet.

## Wappen und Flagge
Wappen

Blasonierung: „In Rot ein schräglinker silberner Wellenbalken mit drei schwarzen Deutschordenskreuzen mit goldenem Rand, darüber ein silbernes Mainzer Rad, darunter ein goldenes Mühlrad.“
Das Wappen wurde der Gemeinde Lämmerspiel am 11. Oktober 1962 durch den Hessischen Innenminister genehmigt. Gestaltet wurde es durch den Bad Nauheimer Heraldiker Heinz Ritt.
Der Wellenbalken symbolisiert die Rodau und das Mühlrad die an ihr liegende ehemalige Mühle von Lämmerspiel, die eine der ältesten der Region ist. Wagenrad und Kreuze dagegen zeigen die früheren Ortsherren, Mainzer Rad für Kurmainz und Deutschherrenkreuze für den Deutschen Orden.
Flagge
Am 15. Juli 1969 wurde der Gemeinde durch den Hessischen Innenminister eine Flagge genehmigt, die wie folgt beschrieben wird:
„Auf verbreitertem weißem Mittelstreifen, eingefaßt in Rot, aufgelegt das Gemeindewappen.“

## Religion
Da Lämmerspiel in der Zeit der Reformation zum Kurfürstentum Mainz gehörte, blieb es römisch-katholisch. Die Pfarrei St. Lucia gehört als Teil des Dekanates Rodgau zum Bistum Mainz. In Lämmerspiel gab es bis 2012 ein Gemeindehaus der evangelischen Dietrich-Bonhoeffer-Gemeinde. Dieses wurde in 2013 an die Stadt Mühlheim verkauft und ab 2014 zur Kita umgebaut.

## Sport- und Vereine
- TSV Lämmerspiel
- TG Lämmerspiel
- LCV Lämmerspieler Carneval-Verein e. V. 1952
- Freiwillige Feuerwehr e. V. 1903
- Hobbyfußballclub Alkohol Lämmerspiel 1979

## Persönlichkeiten
- Franz Como (1877–1958), Lehrer, Literaturkenner, Heimatforscher und Pazifist